# Chytonix minima
Chytonix minima là một loài bướm đêm trong họ Noctuidae.